# Северноафричка тестераста љутица
Северноафричка тестераста љутица (Echis pyramidum) врста је змије чији отров може усмртити и човека.

## Љутице (Viperide)
Ова породица обухвата змије отровнице које су распрострањене у свим климатским условима. Тело им је здепасто и кратко, са храпавим крљуштима са гребеном. Глава им је троугласта. Отров који производе избацују кроз дугачке зубе које заривају у жртву. Већина њих рађа живе младе.Иако је малих димензија, производи јак отров који може усмртити и човека. Ова врста змија насељава Африку, и то северну и северноисточну. Живи на копнуи ноћни је ловац. Углавном лови мале сисаре, водоземце, гмизавце и бескичмењаке. Ове змије, упркос већини љутица, леже јаја. Женке полажу од 6 до 20 јаја.

## Морфолошке особине
Кожа ових љутица има снажне гребене на крљуштима. Приликом кретања производе храпав звук као упозорење онда када су угрожене, као што звечарке то раде репом. Дужине је од 30 до 60 центиметара. 